# Elements, Pt. 1 (álbum demo)
Elements, Pt.1 es un álbum de coleccionista que contiene los demos de todo Elements, Pt. 1 con 1 bonus tracks en vinilo es un disco de power metal de Stratovarius; fue publicado el 27 de enero de 2003 por Nuclear Blast.

## Temas
1. "Eagleheart" (Demo)
2. "Soul of a Vagabond" (Demo)
3. "Find Your Own Voice" (Demo)
4. "Fantasia" (Demo)
5. "Learning to Fly" (Demo)
6. "Papillon" (Demo)
7. "Stratofortress" (Demo)
8. "Elements" (Demo)
9. "A Drop in the Ocean" (Demo)
10. "Run Away" (B-Side from "Eagleheart" single)

## Miembros
1. Timo Kotipelto - Voz
2. Timo Tolkki - Guitarra
3. Jens Johansson - Teclados
4. Jari Kainulainen - Bajo
5. Jörg Michael - Batería

- Datos: Q5829160